# Пантази (Прахова)
Пантази (рум. Pantazi) насеље је у Румунији у округу Прахова у општини Ваља Калугареаска. Oпштина се налази на надморској висини од 126 m.

## Становништво
Према подацима из 2002. године у насељу је живело 1191 становника, од којих су сви румунске националности.